# ناوکی یامادا
ناوکی یامادا (به انگلیسی: Naoki Yamada) بازیکن فوتبال اهل ژاپن و عضو تیم ملی فوتبال ژاپن است که در تاریخ ۲۷ مه ۲۰۰۹ میلادی اولین بازی ملی‌اش را انجام داد. او در ۲ بازی ملی حضور داشت و آخرین بازی ملی خود را در تاریخ ۶ ژانویه ۲۰۱۰ میلادی انجام داد. ناوکی یامادا در بازی‌های ملی‌اش
گلی به ثمر نرساند.